# La memoria dell'altro
La memoria dell'altro è un film del 1913 diretto da Alberto Degli Abbati.

## Trama
La giovane aviatrice Lyda si nega alla corte del principe di Sèvre e si innamora del giornalista Mario Alberti. Costui è già fidanzato con Cesarina, ma si reca a casa di Lyda per un incontro. Cesarina, avendolo seguito di nascosto, assiste alla scena d'amore fra i due e successivamente riesce a convincere Mario a lasciare l'aviatrice. Quest'ultima, rimasta sola, accetta l'amore del principe e con lui qualche tempo dopo compie un viaggio a Venezia. Qui in un teatro avviene un incontro casuale fra Lyda e Mario, riaccendendo "la memoria dell'altro". I due fuggono insieme a Parigi, ma presto Mario si ammala e rimane a letto per diversi mesi: la coppia si riduce in miseria e Lyda è costretta a danzare in una taverna. Quando torna a casa, Mario è morto. Disperata e anche lei ammalata, muore in ospedale dopo aver ricordato per l'ultima volta il suo amore.

## Accoglienza
Il film uscì dopo pochissimi mesi dalla rivelazione di Ma l'amor mio non muore, per la stessa casa di produzione torinese e quasi con lo stesso cast. L'accoppiata con Mario Bonnard e le riprese in esterni a Venezia contribuirono al lancio della pellicola e ad accrescere il fascino divistico della protagonista, che volle interpretare la parte di un'aviatrice perché ella stessa amava il volo. Del regista Alberto Degli Abbati, che curiosamente prende il nome da un santo siciliano di epoca medioevale, non sono disponibili ulteriori notizie, eccetto la direzione di altri film tra il 1913 e il 1914.
Il film, restaurato a cura del Centro sperimentale di cinematografia di Roma a partire da una copia nitrato d'epoca non più disponibile, è stato proiettato in pubblico nell'ottobre 2018 nell'ambito delle Giornate del cinema muto di Pordenone.